# Plus500
Plus500 ist ein im Jahr 2008 gegründetes und in Großbritannien ansässiges Handelsunternehmen. Bei dem Unternehmen handelt es sich um einen Anbieter von Online-Dienstleistungen für Kunden des Einzelhandels, die auf einer Reihe von Finanzmärkten mit Differenzgeschäften Handel treiben. Aktien der Muttergesellschaft werden zum Handel auf dem AIM-Markt der Londoner Börse zugelassen.

## Geschichte
Das Unternehmen wurde von fünf ehemaligen Studenten des Technion – Israel Institute of Technology mit einem Kapitaleinsatz von 400.000 US-Dollar, der von Alon Gonen, dem geschäftsführenden Direktor der Firma, bereitgestellt wurde, gegründet.
Im Mai 2015 wurden ca. 55 Prozent der in Großbritannien ansässigen Kundenkonten eingefroren, nachdem die britische Finanzmarktaufsichtsbehörde (damals FCA) festgestellt hatte, dass Plus500UK Ltd die Vorgaben zur Prävention von Geldwäsche nicht eingehalten hatte. Daraufhin verlor die Aktie des Unternehmens fast 60 Prozent ihres Wertes.
Anfang Juni 2015 stimmte Plus500 einer Übernahme für 703 Millionen USD durch Playtech Plc zu. Playtech Ltd. ist ein börsennotierter Softwarehersteller für Glücksspiele. Zu einer Übernahme kam es jedoch nicht.

## Betrieb
Das Unternehmen ist in Großbritannien registriert und angesiedelt und unterhält Geschäftsniederlassungen in Israel und Australien. Die Hauptbetriebsgebäude befinden sich in London. Anfangs handelte es sich bei den bereitgestellten Dienstleistungen lediglich um ein computergestütztes Handelssystem. Im Jahr 2010 führte das Unternehmen seine Browser-Version für Mac OS- und Linux-Anwender ein. 2011 wurde die erste App für iPad- und iPhone-Anwender ins Leben gerufen, um anschließend noch im gleichen Jahr die Android-App zu lancieren.
Berichten zufolge werden 40 % der Transaktionen von Smartphones oder Tablets aus getätigt.
In einem Interview sprach der Geschäftsführer des Unternehmens, Gal Haber, über das anstrengende Einstellungsverfahren, das jeder Bewerber durchlaufen muss und das bisweilen ca. sechs bis zehn Monate in Anspruch nimmt.

### Differenzgeschäfte
Plus500 bietet einen Dienst für Differenzgeschäfte (CFD) mittels einer Vielzahl von Finanzinstrumenten.
Das Unternehmen wurde während der Rezession 2008 gegründet, als sich die Investoren nach diversen verfügbaren, flexiblen, derivaten Finanzinstrumenten umsahen und sich Differenzgeschäfte als das bevorzugte Produkt entpuppten.

### 500Affiliates
500Affiliates ist das offizielle Partnerprogramm von Plus500, das das Unternehmen anbietet, um neue Händler an die Besitzer von Websites und andere Internet-Vermarktungsgesellschaften zu vermitteln. Das Programm umfasst weltweit mehr als 70.000 registrierte Partnergesellschaften, die in 50 Märkten tätig sind und in 29 Sprachen verfügbar sind. Viele Finanznachrichten-Websites bezeichnen dieses Programm als das rentabelste Partnerprogramm.

### Anpassung an örtliche Besonderheiten
Die Website und Plattformen sind in 31 verschiedenen Sprachen auf mehr als 30 verschiedenen Domains verfügbar.

## Börsengang
Das Unternehmen gab seinen Börsengang in der ersten Juliwoche 2013 bekannt, und seine Aktien wurden erstmals am 22. Juli 2013 am AIM-Markt der Londoner Börse gehandelt, wo sie bis auf 75 Millionen US-Dollar zulegten, was einer Marktkapitalisierung von 200 Millionen US-Dollar entspricht.

## Regulation
Plus500UK Ltd wird durch die Finanzaufsichtsbehörde Großbritanniens beaufsichtigt und ist durch diese zugelassen. Die australischen Geschäftsgebaren werden von der australischen Wertpapieraufsichtsbehörde beaufsichtigt. Plus500CY hat seinen Standort auf Zypern und ist durch die CySEC (die Cyprus Securities and Exchange Commission) reguliert.